# 14 millions de cris
Pour plus de détails, voir Fiche technique et Distribution.
14 millions de cris est un court métrage français produit et réalisé par Lisa Azuelos sorti le 6 mars 2014. Il a été diffusé principalement sur internet.

## Synopsis
Emma, une jeune collégienne, rentre chez elle après les cours. Sa mère l'attend avec une robe blanche et commence à la préparer pour une destination surprise, sous le regard complice du père.
Emma ne sait pas ce qui l'attend.

## Distribution
- Julie Gayet : la mère
- Alexandre Astier : le père
- Adèle Gasparov : Emma
- Philippe Nahon : le mari

## Musique
La chanson illustrant le mariage est Everything's gonna be alright de Sweetbox.

## Analyse
Dénonçant le mariage forcé, ce court-métrage tire son nom du résultat d'une étude du Fonds des Nations unies pour la Population selon laquelle plus de 14,2 millions de filles de moins de 18 ans sont victimes d'un mariage forcé dans le monde chaque année.
Le drame vécu par la jeune héroïne a été volontairement placé dans le cadre d'une famille blanche implicitement chrétienne et visiblement aisée, afin de ne pas stigmatiser les communautés immigrées où ce genre de pratique a cours,.

## Réception critique et traitement médiatique
La participation de Julie Gayet a suscité un engouement des rédactions pour le court-métrage, du fait de la médiatisation de l'actrice dans la presse people pour ses liens supposés avec François Hollande début 2014. L'actrice et la réalisatrice ont souhaité justement profiter de cet effet de mode, afin que cela puisse servir à défendre leur cause.
Trois mois après sa sortie, l'historien et écrivain Benoît Rayski critique vertement ce court-métrage dans le journal en ligne Atlantico, lui reprochant, sous couvert de prétextes artistiques, de diffuser un anticléricalisme sournois.
Encensé par la presse de gauche, le film est accueilli sévèrement par le public, qui lui reproche son manque de réalisme. Ainsi, il ne recueille que deux étoiles sur le site Allociné.

## Autour du film
Il s'agit de la troisième collaboration de Lisa Azuelos et Alexandre Astier, après les longs-métrages Comme t'y es belle ! et LOL.